# Bombus medius
Bombus medius är en biart som beskrevs av Cresson 1863. Den ingår i släktet humlor och familjen långtungebin. Inga underarter finns listade.

## Beskrivning
Arten har tät, lång päls som är övervägande svart utom på främre och bakre delen av mellankroppen samt tergit 3, som är gula. Hanen har vita hår på munskölden och kring antennernas nedre del; dessutom är de gula partierna på mellankroppen mer omfattande. Drottningen är 20 till 25 mm lång, arbetarna 8 till 18 mm och hanarna 16 till 18 mm.

## Ekologi
Habitatet utgörs av tropiska regnskogar, både i låglandet och i bergen, samt molnskog.
Bona är i regel underjordiskt, i exempelvis övergivna smågnagarbon. De kan bli mycket stora, ett innehållande 800 individer har rapporterats.
Arten förekommer vanligtvis från havsytans nivå till höjder omkring 1 100 m, men beroende på geografisk förekomst har den setts på höjder mellan 1 800 och 2 500 m. Arten har en lång aktivitetsperiod, i södra Mexiko från mars till december. På grund av detta, och på grund av de stora bona, anses det därför troligt att den är flerårig, något som inte är ovanligt bland tropiska humlor. Arten påminner dessutom mycket om Bombus pauloensis (i källan kallad vid det gamla namnet Bombus atratus), och denna art är bekräftat flerårig.

## Utbredning
Utbredningsområdet omfattar Mexiko (delstaterna Durango, Hidalgo, México, Campeche, Chiapas, Oaxaca, Puebla, Quintana Roo, San Luis Potosi, Tabasco, Tamaulipas, Veracruz och Yucatan), Costa Rica, El Salvador, Guatemala, Honduras, Nicaragua samt Panama.

## Bevarandestatus
Populationen minskar, och Internationella naturvårdsunionen (IUCN) rödlistar arten som sårbar (VU). Främsta orsakerna är habitatförlust på grund av intensifierat jordbruk, skogsbruk, storskalig boskapsuppfödning, gruvdrift och byggnation. Utsläpp av insekticider utgör ett annat hot.